# Арара
Арара (порт. Arara) је главни град бразилске савезне државе Параиба.

## Становништво
| 2000.  | 2010.  |
| ------ | ------ |
| 11.530 | 12.653 |